# Verbenon
Verbenon (systematicky rel-(1R,5R)-4,6,6-trimethylbicyklo[3.1.1]hept-3-en-2-on) je organická sloučenina patřící mezi terpeny, vyskytující se v řadě rostlin a také, společně se svými analogy, působící jako hmyzí feromon.

## Vlastnosti
Verbenon je bicyklický ketonový monoterpen. Vyskytuje se v olejích rostlin rodu sporýš, z jejichž odborného rodového jména (Verbena) vznikl název sloučeniny, a také byl nalezen v rozmarýnovém oleji. Ve vodě je téměř nerozpustný, ale rozpouští se ve většině organických rozpouštědel.
Verbenon lze také připravit oxidací rozšířenějšího terpenu α-pinenu:
Verbenon se dá fotochemickým přesmykem přeměnit na chrysanthenon:

## Použití
Díky své vůni se verbenon a silice jej obsahující používají na výrobu parfémů, v aromaterapii, bylinných čajích a směsích koření. (−)-Verbenon se pod názvem levoverbenon používá jako lék proti kašli. Verbenon má i protimikrobiální vlastnosti.